# Ixorida luctuosa
Ixorida luctuosa är en skalbaggsart som beskrevs av Snellen Van Vollenhoven 1858. Ixorida luctuosa ingår i släktet Ixorida och familjen Cetoniidae. Utöver nominatformen finns också underarten I. l. niasica.